# L'Asile (Haïti)
Pour les articles homonymes, voir Asile.
L'Asile (Lazil en créole haïtien) est une commune d'Haïti située dans le département de Nippes et l'arrondissement d'Anse-à-Veau.

## Démographie
La commune est peuplée de 41 073 habitants(recensement par estimation de 2015).

## Administration
La commune est composée des sections communales de :
- L'Asile (ou Nan Paul)
- Changieux (dont le quartier « Changieux »)
- Tournade
- Morisseau (dont le quartier « Morisseau »)

## Économie
L'économie locale repose sur la culture de la canne à sucre, des bananes, des ignames, du maïs, du petit-mil, du café et du citron vert, et un grand nombre de produits agricoles.
Le lignite, roche sédimentaire composée de restes fossiles de plantes, est extraite sur le territoire communal.